# Liste der Kulturdenkmale in Weickersdorf
In der Liste der Kulturdenkmale in Weickersdorf sind die Kulturdenkmale des Ortsteils Weickersdorf der sächsischen Stadt Bischofswerda verzeichnet, die bis Juni 2017 vom Landesamt für Denkmalpflege Sachsen erfasst wurden (ohne archäologische Kulturdenkmale). Die Anmerkungen sind zu beachten.

## Liste der Kulturdenkmale in Weickersdorf
| Bild                                    | Bezeichnung | Lage                                                                                           | Datierung | Beschreibung | ID       |
| --------------------------------------- | --- | ---------------------------------------------------------------------------------------------- | --- | --- | -------- |
| Direkt Bild zu diesem Denkmal hochladen | Wegesäule | (an Wegekreuzung Straße nach Weickersdorf/Bischofswerda und Straße nach Kleindrebnitz) (Karte) | Um 1905 | Quadratische Granit-Säule mit fünfseitigem Oberteil, verkehrsgeschichtliche Bedeutung, ursprüngliche Säule beschädigt (Basisteil modern ergänzt), Oberteil mit drei vertieft eingearbeiteten Spiegeln, die ursprünglich Schriftfelder waren, Beschriftung auf der restaurierten Säule Putzkau und Kleindrebnitz, Großdrebnitz, Bischofswerda und Rückersdorf mit jeweiligen Richtungspfeilen | 09304676 |
|                                         | Wartehalle und Toilettenhäuschen des Bahnhofs Weickersdorf | Am Goldbacher Berg 4 (Karte)                                                                   | Um 1880 | Wartehalle mit Eingang in Umgebindetechnik, eisenbahngeschichtlich, baugeschichtlich und ortsgeschichtlich von Bedeutung. 1909 als Bahnhof am Streckenkilometer 67,85 der Bahnstrecke Görlitz–Dresden (zw. Dresden und Bischofswerda 1844/1845 fertiggestellt) eingeweiht, ab 1933 Haltestelle, seit 1967 Haltepunkt, beide Gebäude eingeschossig mit Walm- bzw. Pyramidendächern, das Wartehäuschen an der Strecke Görlitz–Dresden mit einem Eingang in Umgebindetechnik, ein drittes Gebäude (vermutlich das Bahnwärterhäuschen) wurde vor 2011 abgebrochen, bis 2011 unter Bischofswerdaer Straße in der Denkmalliste, bereits 2004 Abbruch einer Laderampe, laut ALK-Daten besitzt das Empfangsgebäude die Anschrift Am Goldbacher Berg 4                                                                                   | 09276211 |
| Direkt Bild zu diesem Denkmal hochladen | Wohnhaus eines Vierseithofes, dazu Ziehbrunnen, Schlussstein am nördlichen Seitengebäude, Granittrog und Toreinfahrt | Am Kirchsteig 25 (Karte)                                                                       | Um 1860 (Bauernhaus); bezeichnet mit 1864 (Trog); 1797 (Schlussstein)                                                                                       | Schlichter spätklassizistischer Putzbau mit Drempel und Walmdach, baugeschichtlich von Bedeutung, Wohnhaus zweigeschossig, Sandsteingewände, Granittrog bezeichnet mit „M.G. 1864“, bis 2011 unter Kirchsteig in der Denkmalliste, laut ALK-Daten Am Kirchsteig | 09276221 |
|                                         | Zwei Bogenbrücken an der Hentschelmühle | Bischofswerdaer Straße (bei der Hentschelmühle) (Karte)                                        | Inschriftstein bezeichnet mit 1828 (zweite Bogenbrücke); Mitte 19. Jahrhundert (erste Bogenbrücke); Inschriftstein bezeichnet mit 1850 (zweite Bogenbrücke) | Eine der beiden Brücken mit zwei Inschriftsteinen, baugeschichtlich und ortsgeschichtlich von Bedeutung, Granit, ein Schlussstein aus Sandstein (unlesbar) und ein zweiter Inschriftstein aus Granit | 09276210 |
| Direkt Bild zu diesem Denkmal hochladen | Eisenbahnbrücke auf der Strecke Dresden–Görlitz | Bischofswerdaer Straße (Einmündung in die Stolpener Straße) (Karte)                            | 4. Viertel 19. Jahrhundert | Einbogige Granitbrücke mit seitlichen gemauerten Wangen, eisenbahngeschichtlich und technikgeschichtlich von Bedeutung | 09304142 |
| Direkt Bild zu diesem Denkmal hochladen | Wohnhaus und winklige Scheune eines Dreiseithofes | Bischofswerdaer Straße 3 (Karte)                                                               | Bezeichnet mit 1851 | Wohnhaus Putzbau mit und Drempel und Walmdach, Scheune verputzter Bruchstein, baugeschichtlich und wirtschaftsgeschichtlich von Bedeutung, Wohnhaus zweigeschossig, Mittelrisalit mit Dreiecksgiebel, Türstock bezeichnet mit 1851 | 09276206 |
| Direkt Bild zu diesem Denkmal hochladen | Wegestein | Bischofswerdaer Straße 3 (gegenüber) (Karte)                                                   | 19. Jahrhundert | Kleiner, flacher Wegestein aus dem 19. Jahrhundert, mit rechteckigem Grundriss und dachartigem Abschluss, ein vertieftes Inschriftfeld auf der zugewandten Seite weist noch Spuren von Orts- und Richtungsangaben auf. Wegestein als Zeugnis der verkehrstechnischen Erschließung von verkehrsgeschichtlicher Bedeutung. | 09276207 |
| Weitere Bilder                          | Wegestein | Bischofswerdaer Straße 3 (gegenüber) (Karte)                                                   | 19. Jahrhundert | Granitobelisk, Inschriftfeld mit Wegbezeichnung „Stolpen“. Quadratischer, sich leicht nach oben verjüngender Granitstein aus dem 19. Jahrhundert mit pyramidalem Abschluss und vertieftem Inschriftfeld an der zugewandten Seite, darin Ortsangaben mit Richtungspfeilen erkennbar. Wegestein als Zeugnis der verkehrstechnischen Erschließung von verkehrsgeschichtlicher Bedeutung. | 09276213 |
| Direkt Bild zu diesem Denkmal hochladen | Steinbogenbrücke mit Inschriftstein | Bischofswerdaer Straße 8 (bei) (Karte)                                                         | 19. Jahrhundert (Straßenbrücke); bezeichnet mit 1729 (Stein)                                                                                                | Inschrift: Sandstein, „AR 1729“, baugeschichtlich und ortsgeschichtlich von Bedeutung. Beschreibung der Steinbrücke vor der Weickersdorfer Mühle am Bahnhof Weickersdorf (Kreis Bischofswerda, Bd. 4, Erfassungsfragebogen von 1957): „Brücke über den Dorfbach aus Granitsteinen gewölbt, hier ging die Straße von Stolpen nach Bischofswerda, die August der Starke benutzte, wenn er nach Polen fuhr. An der Ostseite über dem Bogen zwei Steinplatten, die untere zeigt das Monogramm AR und die Jahreszahl 1729, die obere trägt die Zahl 1831 in erhabenen Ziffern, das Jahr des Neubaues. Da hier ein Hauptverkehrszweig für die Gemeinden Weickersdorf, Großdrebnitz und Lauterbach führt, soll die Brücke erweitert werden. Die Gemeinde Weickersdorf will sie aber im selben Stil und mit den gleichen Tafeln bauen.“ | 09276208 |
| Direkt Bild zu diesem Denkmal hochladen | Mühlenanwesen mit Wohnhaus und Scheune über Hakengrundriss (Weickersdorfer Mühle) | Weickersdorfer Straße 12 (Karte)                                                               | Bezeichnet mit 1831 | Ehemals Schneid- und Mahlmühle, Obergeschoss Fachwerk zum Hof verbrettert, Giebel massiv, baugeschichtlich und ortsgeschichtlich von Bedeutung, Krüppelwalmdach, im Wohnhaus ein liegendes Fenster eingebaut, der Eingang der Scheune mit Korbbogenabschluss | 09276216 |
| Direkt Bild zu diesem Denkmal hochladen | Wohnstallhaus | Weickersdorfer Straße 18 (Karte)                                                               | 2. Hälfte 19. Jahrhundert | Obergeschoss Fachwerk, Giebel verbrettert, baugeschichtlich von Bedeutung, ehemals „Gartennahrung“, Fenster im Erdgeschoss vergrößert | 09276217 |
| Direkt Bild zu diesem Denkmal hochladen | Wohnstallhaus und winklig angebautes Seitengebäude eines Vierseithofes | Weickersdorfer Straße 30 (Karte)                                                               | Um 1850 | Beide Gebäude Obergeschoss Fachwerk, baugeschichtlich und wirtschaftsgeschichtlich von Bedeutung, Wohnstallhaus Fachwerk im Obergeschoss verputzt, saniert, vor dem Grundstück Brunnenhaus (Erdbrunnen), winkliger Anbau am Wohnstallhaus Obergeschoss Fachwerk, verbrettert | 09276222 |
| Direkt Bild zu diesem Denkmal hochladen | Erbgericht: Nördliches Wohnstallhaus (Gasthaus Nr. 33), östliches Seitengebäude (zu Nr. 33), westliches Wohnstallhaus mit angebauter Scheune (Nr. 35) und südliche Scheune (zu Nr. 35) eines Vierseithofes sowie Taubenhaus auf dem Hof | Weickersdorfer Straße 33, 35 (Karte)                                                           | Bezeichnet mit 1797 (Wohnstallhaus); um 1800 (Wohnstallhaus)                                                                                                | Gasthaus langgestreckter Putzbau, Scheunen und Seitengebäude aus Ziegel- und Bruchsteinmauerwerk, baugeschichtlich und ortsgeschichtlich von Bedeutung. Großes Taubenhaus auf Granitständer, nördliches Wohnstallhaus mit drei Türgewänden und zwei verzierten Schlusssteinen im Scheitelbogen, Tür- und Fenstergewände aus Naturstein, Portal bezeichnet mit „MDCC – FH – XCVII“, Treppenaufgang an Wohnstallhaus und Hofeingang jeweils mit Kuhrelief im Schlussstein, der Stalleingang mit Pferderelief im Schlussstein, Scheune und Seitengebäude aus Ziegel- und Bruchsteinmauerwerk mit Natursteingewänden. | 09276220 |
| Direkt Bild zu diesem Denkmal hochladen | Wohnhaus (Nr. 43) und Scheune (Nr. 41) eines Dreiseithofes | Weickersdorfer Straße 41, 43 (Karte)                                                           | Bezeichnet mit 1880 | Gründerzeitlicher Putzbau, noch im spätklassizistischen Stil, baugeschichtlich und wirtschaftsgeschichtlich von Bedeutung. - Wohnhaus: zweigeschossig, Stockgesims, Drempel, profilierte Fenstergewände - Scheune: Bruchsteinmauerwerk, Sandsteingewände, Tore der Scheune zugemauert und mit kleineren Türen versehen, in Sanierung | 09276215 |
| Direkt Bild zu diesem Denkmal hochladen | Wohnstallhaus eines Vierseithofes | Weickersdorfer Straße 45 (Karte)                                                               | Bezeichnet mit 1874 | Verputzter Bruchsteinbau mit Drempel und Satteldach, baugeschichtlich von Bedeutung, großes Gebäude, Ziegel- und Bruchsteinmauerwerk, Sandsteintafel mit Inschrift „....1874“, Granitgewände | 09276219 |
| Direkt Bild zu diesem Denkmal hochladen | Wohnstallhaus „Zur grünen Linde“ | Zur grünen Linde 2 (Karte)                                                                     | Bezeichnet mit 1781 | Obergeschoss Fachwerk, baugeschichtlich von Bedeutung, Natursteingewände | 09276224 |

## Streichungen von der Denkmalliste
| Bild                                    | Bezeichnung                                                              | Lage                             | Datierung                 | Beschreibung | ID       |
| --------------------------------------- | ------------------------------------------------------------------------ | -------------------------------- | ------------------------- | --- | -------- |
| Direkt Bild zu diesem Denkmal hochladen | Gebäude                                                                  | Am Kirchsteig 18                 |                           | Abgerissen |          |
| Direkt Bild zu diesem Denkmal hochladen | Walkmühle                                                                | Bischofswerdaer Straße 4 (Karte) |                           | |          |
| Direkt Bild zu diesem Denkmal hochladen | Glasschleiferei                                                          | Bischofswerdaer Straße 8 (Karte) |                           | Ehemalige Glasschleiferei. Wahrscheinlich zwischen 2006 und 2016 abgerissen. |          |
| Direkt Bild zu diesem Denkmal hochladen | Wohnstallhaus mit integriertem Scheunenteil und Scheune eines Hakenhofes | Weickersdorfer Straße 2 (Karte)  | 1. Hälfte 19. Jahrhundert | Obergeschoss Fachwerk verputzt, Giebel ornamental verschiefert, Scheune verbrettert, baugeschichtlich und wirtschaftsgeschichtlich von Bedeutung; zwischen 2011 und 2016 abgerissen. Vermutlich Fachwerk im Obergeschoss unter dem Putz, Schieferbildwand am Giebel, liegende Fenster im Erdgeschoss, Abbruchgenehmigung vom 11. Mai 2015 (Landratsamt Bautzen). | 09276214 |
| Direkt Bild zu diesem Denkmal hochladen | Gebäude                                                                  | Weickersdorfer Straße 24 (Karte) |                           | |          |
| Direkt Bild zu diesem Denkmal hochladen | Dreiseithof                                                              | Weickersdorfer Straße 25 (Karte) |                           | Zwischen 2006 und 2016 abgerissen |          |
| Direkt Bild zu diesem Denkmal hochladen | Dreiseithof                                                              | Weickersdorfer Straße 39 (Karte) |                           | |          |

## Tabellenlegende
- Bild: Bild des Kulturdenkmals, ggf. zusätzlich mit einem Link zu weiteren Fotos des Kulturdenkmals im Medienarchiv Wikimedia Commons. Wenn man auf das Kamerasymbol klickt, können Fotos zu Kulturdenkmalen aus dieser Liste hochgeladen werden:
- Bezeichnung: Denkmalgeschützte Objekte und ggf. Bauwerksname des Kulturdenkmals
- Lage: Straßenname und Hausnummer oder Flurstücknummer des Kulturdenkmals. Die Grundsortierung der Liste erfolgt nach dieser Adresse. Der Link (Karte) führt zu verschiedenen Kartendiensten mit der Position des Kulturdenkmals. Fehlt dieser Link, wurden die Koordinaten noch nicht eingetragen. Sind diese bekannt, können sie über ein Tool mit einer Kartenansicht einfach nachgetragen werden. In dieser Kartenansicht sind Kulturdenkmale ohne Koordinaten mit einem roten bzw. orangen Marker dargestellt und können durch Verschieben auf die richtige Position in der Karte mit Koordinaten versehen werden. Kulturdenkmale ohne Bild sind an einem blauen bzw. roten Marker erkennbar.
- Datierung: Baubeginn, Fertigstellung, Datum der Erstnennung oder grobe zeitliche Einordnung entsprechend des Eintrags in der sächsischen Denkmaldatenbank
- Beschreibung: Kurzcharakteristik des Kulturdenkmals entsprechend des Eintrags in der sächsischen Denkmaldatenbank, ggf. ergänzt durch die dort nur selten veröffentlichten Erfassungstexte oder zusätzliche Informationen
- ID: Vom Landesamt für Denkmalpflege Sachsen vergebene, das Kulturdenkmal eindeutig identifizierende Objekt-Nummer. Der Link führt zum PDF-Denkmaldokument des Landesamtes für Denkmalpflege Sachsen. Bei ehemaligen Kulturdenkmalen können die Objektnummern unbekannt sein und deshalb fehlen bzw. die Links von aus der Datenbank entfernten Objektnummern ins Leere führen. Ein ggf. vorhandenes Icon  führt zu den Angaben des Kulturdenkmals bei Wikidata.